# Lafoensia punicifolia
Lafoensia punicifolia är en fackelblomsväxtart som beskrevs av Carlo Luigi Giuseppe Bertero och Dc.. Lafoensia punicifolia ingår i släktet Lafoensia och familjen fackelblomsväxter. Inga underarter finns listade i Catalogue of Life.